# Gösta Jonsson
Gösta Jonsson (14 de septiembre de 1905 - 26 de diciembre de 1984) fue un acordeonista, saxofonista, cantante, director de orquesta y actor de nacionalidad sueca. 

## Biografía
Su nombre completo era Gösta Ture Jonsson, y nació en Estocolmo,
Suecia. Como músico, Jonsson se inició en grabaciones discográficas en 1926, y como cantante en 1930. En los años 1940 formó un grupo musical con el cual actuó en giras. Entre los años 1947 y 1959 actuó en el Vanadisteatern de Estocolmo. Intérprete de acordeón y saxofón, debutó en el cine en 1931 con la película de Valdemar Dalquist Brokiga blad, apareciendo a lo largo de su carrera en una treintena de cintas, en muchas de ellas como músico. Ya como director de orquesta, llevó a cabo varias grabaciones discográficas en colaboración con Eric Alruni Wilkman.
Gösta Jonsson falleció en Estocolmo en el año 1984.

## Filmografía
- 1931 : Brokiga blad
- 1934 : Sången till henne
- 1935 : Munkbrogreven
- 1941 : Gatans serenad
- 1947 : Mästerdetektiven Blomkvist
- 1948 : Loffe som miljonär
- 1956 : Suss gott
- 1957 : Nattens ljus
- 1957 : Åsa-Nisse i full fart
- 1957 : Klarar Bananen Biffen?
- 1960 : Åsa-Nisse som polis
- 1964 : Åsa-Nisse i popform
- 1964 : Tre dar på luffen
- 1965 : Salta gubbar och sextanter
- 1965 : Åsa-Nisse slår till
- 1965 : Pang i bygget
- 1966 : Tre dar på luffen
- 1966 : Trettio pinnar muck
- 1968 : Under ditt parasoll
- 1969 : Åsa-Nisse i rekordform
- 1983 : Raskenstam

## Teatro y revista

### Actor
- 1945 : 6X9, de Ch. Henry, Karl-Ewert y Fritz Gustaf, dirección de Gösta Jonsson y Werner Ohlson, Odeonteatern de Estocolmo[2]
- 1946 : Lustiga vershuset, de Charles Henry, Karl-Ewert y Fritz Gustaf, dirección de Gösta Jonsson y Werner Ohlson, Odeonteatern[3]
- 1946 : Luddes expo, de Charles Henry y Karl-Ewert, dirección de Werner Ohlson, Odeonteatern[4]
- 1947 : Nu blommar de, de Charles Henry y Karl-Ewert, dirección de Werner Ohlson, Odeonteatern[5]
- 1947 : Tingel-tangel, de Charles Henry y Karl-Ewert, dirección de Werner Ohlson, Odeonteatern[6]
- 1948 : Parkera här, de Charles Henry y Karl-Ewert, dirección de Werner Ohlson, Odeonteatern[7]
- 1954 : Sommarbladet, de Fritz Gustaf, Charles Henry y Allan Forss, Vanadislundens friluftsteater[8]

### Director
- 1945 : 6X9, de Ch. Henry, Karl-Ewert y Fritz Gustaf, Odeonteatern, dirigida junto a Werner Ohlson
- 1946 : Lustiga vershuset, de Charles Henry, Karl-Ewert y Fritz Gustaf, Odeonteatern, dirigida junto a Werner Ohlson
- 1953 : Skärgårdsflirt, de Gideon Wahlberg, Vanadislundens friluftsteater[9]
- 1954 : Arsenik åt alla spetsar, de Rune Moberg, Boulevardteatern[10]
- 1954 : Söderkåkar, de Gideon Wahlberg, Vanadislundens friluftsteater[11]

## Discografía
- "Här dansar kustens glada kavaljer!" LP.  Sonora 6362105. 1982.
- Gösta Jonsson en 78-rpm Archivado el 13 de abril de 2021 en Wayback Machine.